# Manuel Colmeiro y Penido
Manuel Colmeiro y Penido (Santiago de Compostel·la, 1 de gener de 1818 - Madrid, 11 d'agost de 1894) fou un economista, jurista i polític gallec, diputat a les Corts Espanyoles durant el regnat d'Isabel II d'Espanya, senador i membre de la Reial Acadèmia de la Història i de la Reial Acadèmia de Ciències Morals i Polítiques. Germà del botànic Miguel Colmeiro y Penido.

## Biografia
Estudià a la Universitat de Santiago de Compostel·la Filosofia (1829-1832) i Dret (1838), doctorant-se en 1841. Després d'exercir com a professor d'Economia Política en la mateixa Universitat (1840-42) va obtenir en 1847 les càtedres d'Economia Política a Compostel·la i Dret Administratiu a Madrid.

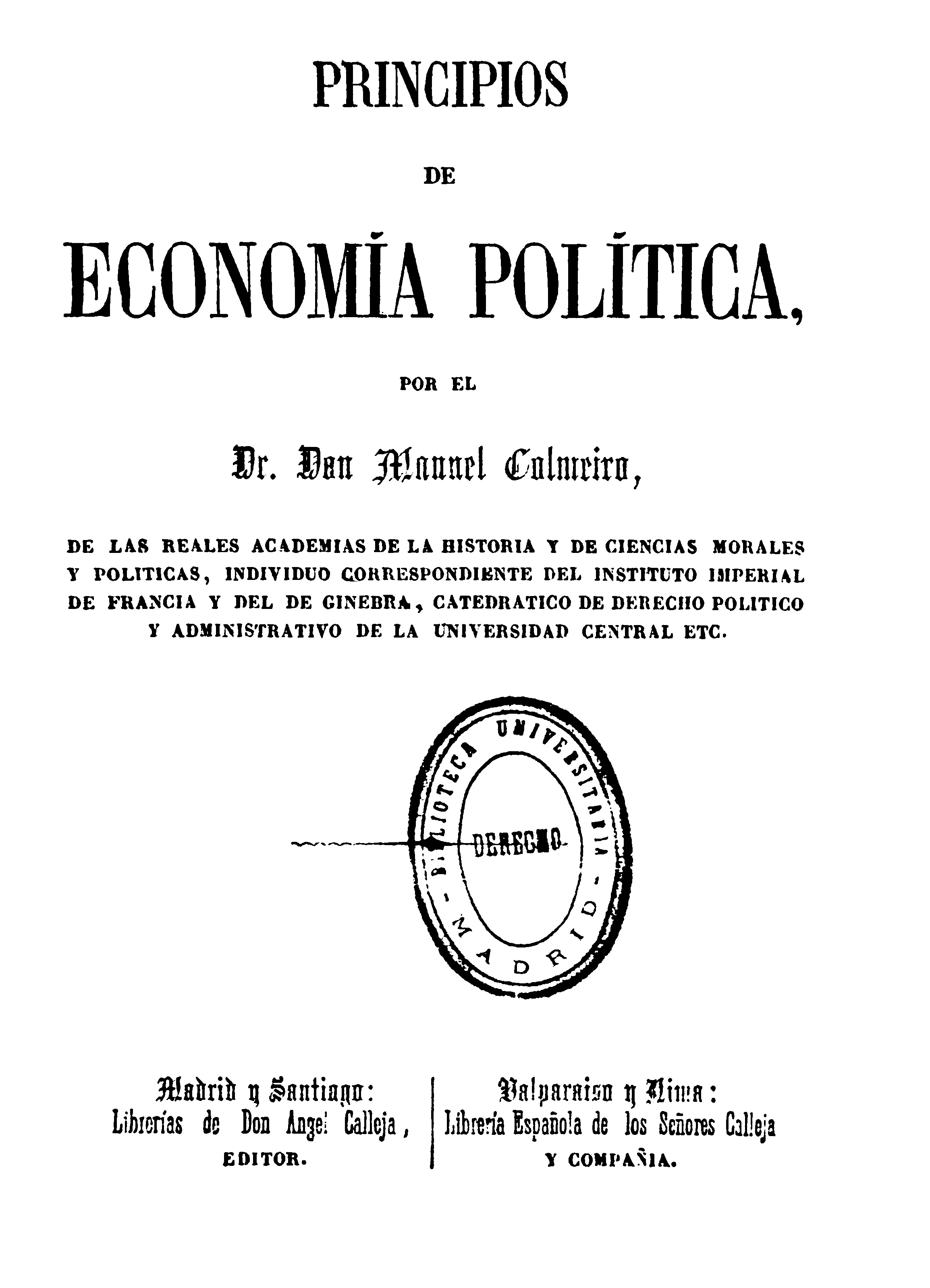
Principios de Economía Política por el Dr. Don Manuel Colmeiro, 1859.

Adscrit al Partit Fusionista fou elegit diputat en 1865 i senador en 1871 i 1879. Fou President de la Junta General d'Estatística i de l'Institut Geogràfic (agost de 1876), i en 1881 fou nomenat fiscal del Tribunal Suprem d'Espanya. El mateix any el seu escó senatorial passà a ser vitalici i fou designat membre de la comissió encarregada de la reforma del Codi de Comerç. Quatre anys més tard es va integrar en la comissió del Senat d'Espanya que va sotmetre a revisió el projecte de Codi Civil.
Fou membre de la Reial Acadèmia de la Història (des del 26 d'abril de 1857) i de la Reial Acadèmia de Ciències Morals i Polítiques, de la que fou el seu primer bibliotecari (1859-1894).

## Pensament
La principal aportació de Colmeiro al camp del dret polític fou la seva concepció dualista de la divisió de poders. Considerava que l'Estat només havia de tenir funcions: dictar les lleis (funció que estaria a càrrec del poder legislatiu) i aplicar-les i fer-les complir (missió que quedaria subordinada a la direcció del legislatiu i que seria desenvolupada pels poders executiu i judicial). Endemés, fou l'introductor i sistematitzador del Dret administratiu a Espanya.
Com a economista realitzà un important treball d'investigació sobre la història econòmica d'Espanya i el pensament econòmic espanyol especialment en les seves obres: Historia de la Economía Política en España (1883) i Biblioteca de los economistas españoles de los siglos XVI, XVII y XVIII (1880). A aquesta última obra es refereix Schumpeter amb freqüència en la seva Història de l'anàlisi econòmica. Com a teòric evolucionà d'una postura inicial proteccionista, molt influït per Louis Auguste Blanqui i Flores Estrada, fins a defensar amb força el liberalisme als seus últims escrits.

## Obres
- Economía política o principios de la ciencia de las riquezas por J. Droz... Traducida al español y adicionada con una introducción y varias notas, 1842.
- Memoria sobre el modo de remediar los males inherentes á la extremada subdivisión de la propiedad territorial en Galicia: un folleto (sen data).
- Tratado elemental de economía política ecléctica, 1845.
- De la constitución y del gobierno de los reinos de Leon y Castilla.
- Derecho administrativo español, 1850 (reeditado pola Escola Galega de Administración Pública, 1995)
- Discurso de los políticos y arbitristas españoles de los siglos XVI y XVII y su influencia en la gobernación del Estado, 1857.
- Derecho constitucional de las Repúblicas Hispano-Americanas, 1858.
- Principios de economía política, 1859.
- Historia de la economía política en España, 1863.
- Elementos de Derecho Político y Administrativo de España, 1870.
- Curso de Derecho político según la Historia de León y Castilla, 1873.
- Los restos de Colon, 1879.
- Biblioteca de los economistas españoles de los siglos XVI, XVII y XVIII, 1880.

## Premi Manuel Colmeiro
En homenatge a Manuel Colmeiro amb motiu del centenari de la seva mort, la Xunta de Galícia va instituir el Premi Manuel Colmeiro per a treballs jurídics, econòmics o sociològics sobre l'administració pública de Galícia.